# Петровский сквер
Петро́вский сквер — сквер в центре Воронежа напротив управления Юго-восточной железной дороги. Ограничен улицей Степана Разина, проспектом Революции и улицей 20 лет ВЛКСМ, Площадь 0,5 га. Сквер является одним из основных мест встреч влюблённых и молодежи.

## История
Сквер разбит в 1830 году.
Получил своё имя в честь российского императора Петра I, создававшего первый регулярный русский военный флот в Воронежском крае.
В 1860 году на территории сквера был установлен Памятник Петру I (скульптор А. Е. Шварц, архитектор А. А. Кюи — по замыслу Д. И. Гримма). Во время Великой Отечественной войны памятник из бронзы был вывезен немецкими оккупантами из города, а в 1956 году монумент был возобновлён скульпторами Н. П. Гавриловым и Г. А. Шульцем по сохранившимся фотографиям. Пьедестал, на котором стоит скульптура Петра I, сохранился с 1860 года, выполнен из розового павловского гранита. Около памятника находятся 5 корабельных орудий. В 1901 году в сквере был создан фонтан и установлено 40 скамеек.
У Петровского сквера на линии застройки улицы расположен дом № 21 по проспекту Революции, который был возведен для казённой палаты в 1786-1787 годах по проекту Джакомо Кваренги как часть неосуществленного комплекса общественных зданий. В 1784 году воронежский наместник генерал-поручик Василий Алексеевич Чертков заказал архитектору Кваренги проект наместнического правления и губернских присутственных мест. Он должен был состоять из трёх зданий, соединённых полукруглыми галереями: одноэтажного особняка наместнического правления в центре и двухэтажных зданий казённой палаты справа и гражданской и уголовной палат слева. Комплекс предполагалось разместить на территории нынешнего Петровского сквера. Руководил строительными работами губернский архитектор И. И. Волков. Удалось возвести лишь корпус казённой палаты, так как в связи с началом русско-турецкой войны было временно запрещено строительство казённых каменных сооружений по всей стране.
В 2007 году, в связи с постройкой торгово-развлекательного комплекса «Петровский пассаж» была проведена реконструкция сквера.
В 2011 году к 425-летию Воронежа Почта России выпустила конверт с изображением памятника Петру I в Петровском сквере.

## Галерея

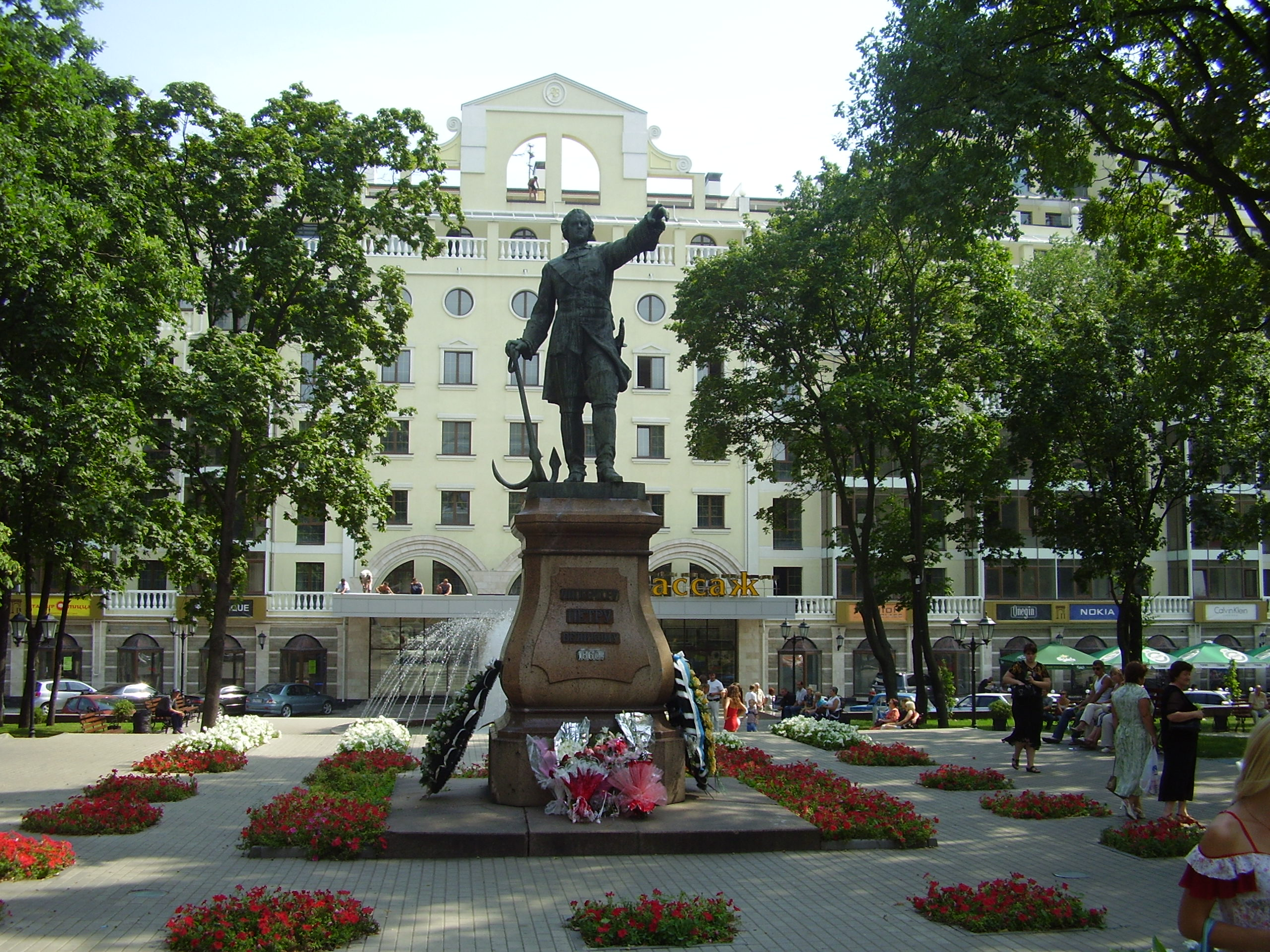
Памятник Петру I
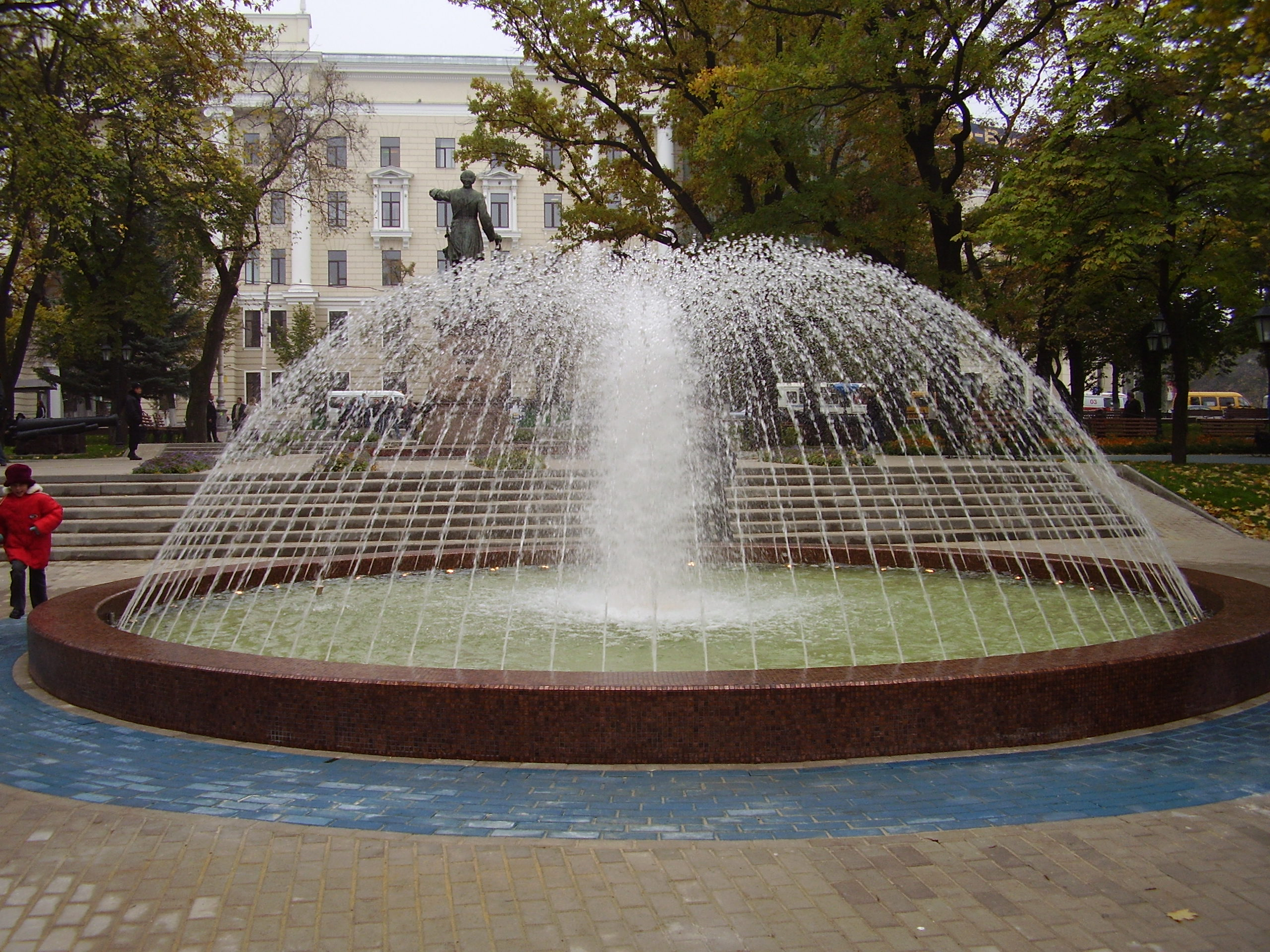
Фонтан
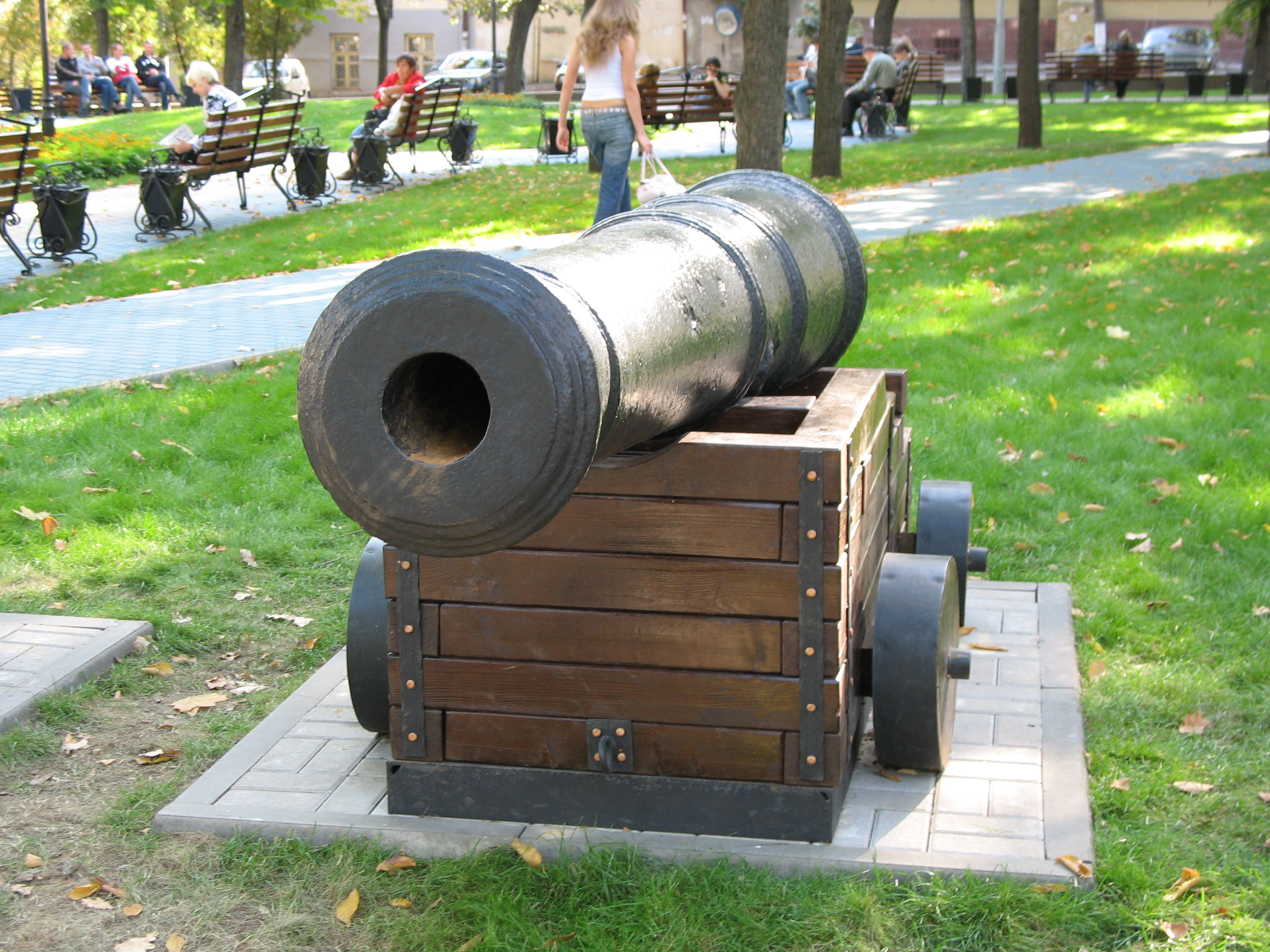
Пушка